# Перовское шоссе
Перо́вское шоссе (название утверждено в 1943 году) — шоссе в Москве, на территории Нижегородского района (исторический район Карачарово) Юго-Восточного административного округа. Нынешнее Перовское шоссе — часть исторической дороги из Москвы в посёлок, а затем город Перово. Современная улица соединяет шоссе Фрезер и Карачаровское шоссе. Нумерация домов начинается от шоссе Фрезер. Справа примыкают 3-я, 2-я и 1-я Карачаровские улицы, слева 1-я Фрезерная улица (возле дома 25).

## История
Перовское шоссе, полностью входящее сейчас в черту города, исторически связывало Москву с Перово. Посёлок, а затем город Перово уже с конца XIX века имел свою промышленную специализацию. В 1901 году были основаны «Перовские вагонные мастерские» (позже это «Московский локомотиворемонтный завод»), а с 1931 года также заводы: «Стальмост» (позже «Станкоагрегат») и «Энергофрезер». В 1938 году в начале нынешнего Перовского шоссе была организована складская база «Карачарово».
Новые заводы и склады раскинулись на территории к северу от села Карачарова и Горьковской железной дороги, где проходила трасса Перовского шоссе. Земля отводилась также под заводские жилые дома и помещения для строителей. Там образовались посёлки Фрезер, Кавказ, Старый и Новый Карачаровский посёлки.
В 1943 году Перовское шоссе получило своё нынешнее название. К 1950 году эта территория уже вошла в состав Москвы, тогда же к Перовскому шоссе была присоединена улица Кавказ, являвшаяся его продолжением.

## Здания и сооружения

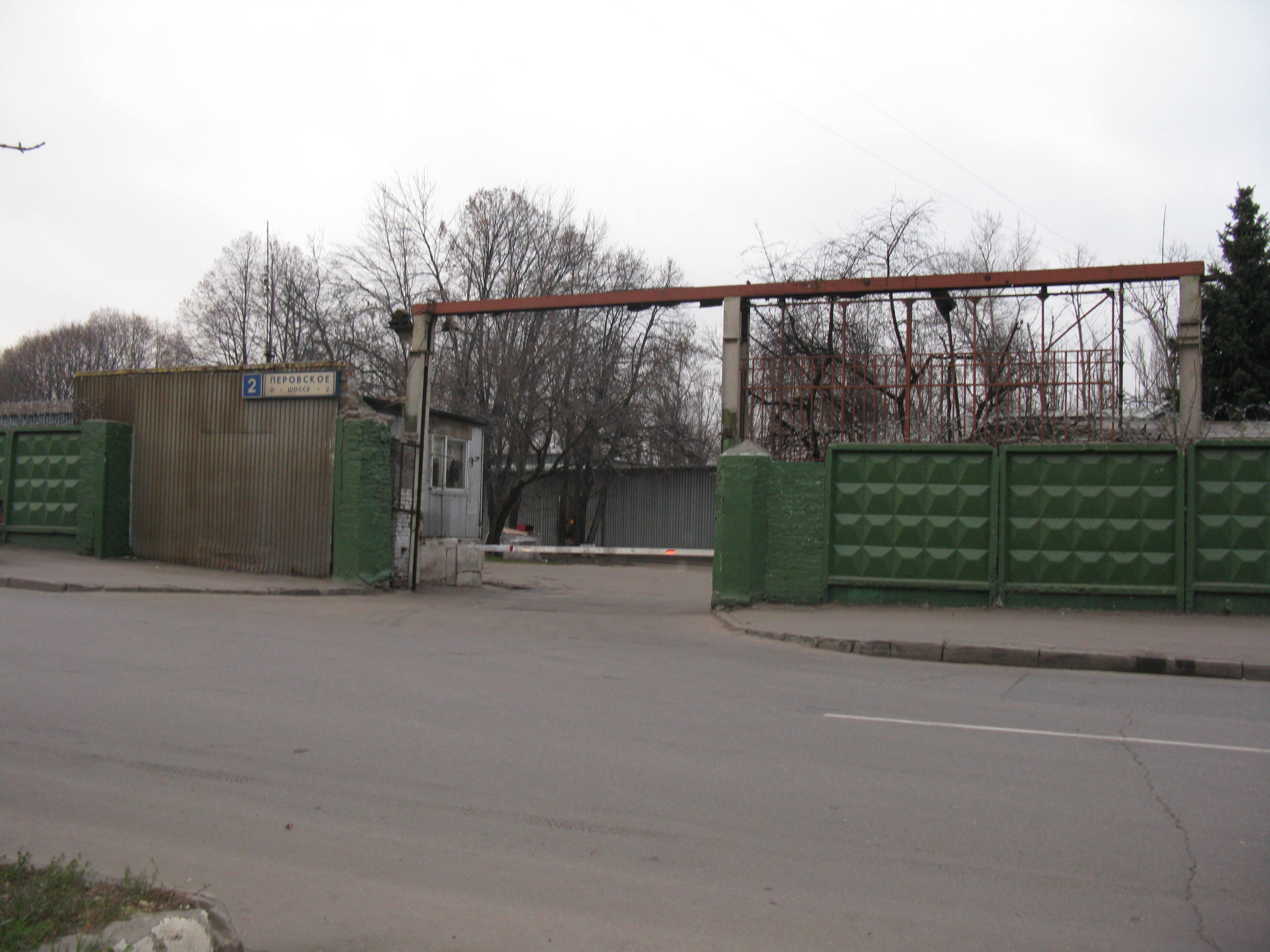
Бывшая складская база «Карачарово» – филиал ГУП «Главснаб» по адресу Перовское шоссе, 2. В настоящее время - строящийся жилой комплекс "Перовское 2".

по нечётной стороне раскинулись промышленные предприятия и склады
- дома 1, 3, 21 — территория машиностроительного завода «Станкоагрегат». Завод закрыт, снесён.
- дом 25 — представительство ЗАО «Йошкар-Олинский Мясокомбинат»
- дом 43 — «Московский локомотиворемонтный завод» (МЛРЗ)

по чётной стороне в начале шоссе расположены склады, а в середине шоссе расположены жилые дома, построенные в 1950—60-х годах.
- возле платформы Карачарово — парк жилищно-коммунальной техники
- дом 2 — филиал ГУП "Главснаб «Складская база „Карачарово“»"
- дома 8-18 — жилые дома, построенные в 1950—60-х годах, для работников промзоны Карачарово
- дом 18/1:
  - отделение связи № 109202,
  - офис ООО «Бытпласт»
- у дома 10 к. 2 — памятник Ленину

## Транспорт

### Наземный транспорт
По шоссе проходят маршруты автобусов:
- 59: Электрозаводский мост —  Электрозаводская —  Авиамоторная — Платформа Фрезер — Карачарово
- 759: Карачарово — Платформа Фрезер —  Авиамоторная — Смирновская улица
- 859: Карачарово — Платформа Фрезер —  Авиамоторная — Центр обслуживания населения

#### Остановки
На шоссе расположены остановки (с запада на восток):
- «Платформа „Карачарово“»
- «3-я Карачаровская улица»
- «Завод „Станкоагрегат“»
- «2-я Карачаровская улица»
- «Карачарово»

### Ж/д транспорт
- Нижегородская — платформа Горьковского направления МЖД (недалеко от начала шоссе)
- Перово — платформа Казанского направления МЖД (в конце шоссе)
- Чухлинка — платформа Горьковского направления МЖД (ближе к концу шоссе)

### Ближайшие станции метро
- Станция метро  Нижегородская
- Станция МЦК  Нижегородская

## Фотогалерея

Памятник Ленину у дома 10 к. 2 по Перовскому шоссе